# Микіщаки
Микіщаки — колишнє село у Яворівському районі. Відселене 1947 року у зв'язку з утворенням Яворівського військового полігону. Поруч знаходяться колишні села Мала Вишенька, Баси, Баніти, Лютова, Калили, Річки, Велика Вишенька.